# Anna Tuhten
Anna Tuhten (* 20. November 1842 in Ulm) war eine deutsche Schriftstellerin und Übersetzerin.

## Leben
Anna Adelheid Sara Sophie war die Tochter von Franz Karl Zimmern, besuchte das Katharinenstift in Stuttgart und ein Pensionat in Heidelberg. Ihr Stiefvater Adolf von Seubert hatte großen Einfluss auf ihre Erziehung und ermutigte sie zur Schriftstellerei. Sie heiratete den Kunst- und Porträtmaler August Tuhten (* 1841) in London, der die Familie nur mühsam ernähren konnte. Anna Tuhten trug durch Sprachunterricht zum Familieneinkommen bei. Sie kehrte mit ihren Kindern ins elterliche Haus zurück und wirkte hier als Sprachlehrerin, Übersetzerin und Schriftstellerin. Sie schrieb Novellen, Humoresken und Feuilletons für Zeitschriften. Ihre Übersetzungen erschienen in Reclams Universalbibliothek.

## Werke
- Die Cameraderie oder Eine Hand wäscht die andere. Reclam, Leipzig 1880. Reclams UB 1347. (Auch unter dem Titel Gönnerschaften erschienen.) (Digitalisat)
- Picciola. Von H. B. Saintine. Reclam, Leipzig 1883.
- Michel Perrin. Lustspiel von Mellesville & Dewerier. Reclam, Leipzig 1884.
- Robinson Crusoe. Aus dem Englischen des Daniel Defoe. Reclam, Leipzig 1886.
- Die Braut von Lammermoor. Nach dem Englischen des Walter Scott. Reclam, Leipzig 1892.
- Die Belagerung von Paris. Eindrücke und Erinnerungen. Aus dem Französischen des Francisque Sarcey. Reclam, Leipzig 1893.
- Die Welt, in der man sich langweilt. Lustspiel in drei Aufzügen. Aus dem Französischen des Édouard Pailleron. Reclam, Leipzig 1894.
- Nacht und Morgen. Übersetzung aus dem Englischen des Edward Bulwer Lytton. Reclam, Leipzig 1894. (Digitalisat)
- Sergius Panin. Aus dem Französischen des Georges Ohnet. Reclam, Leipzig 1895.